# 기타 잇키

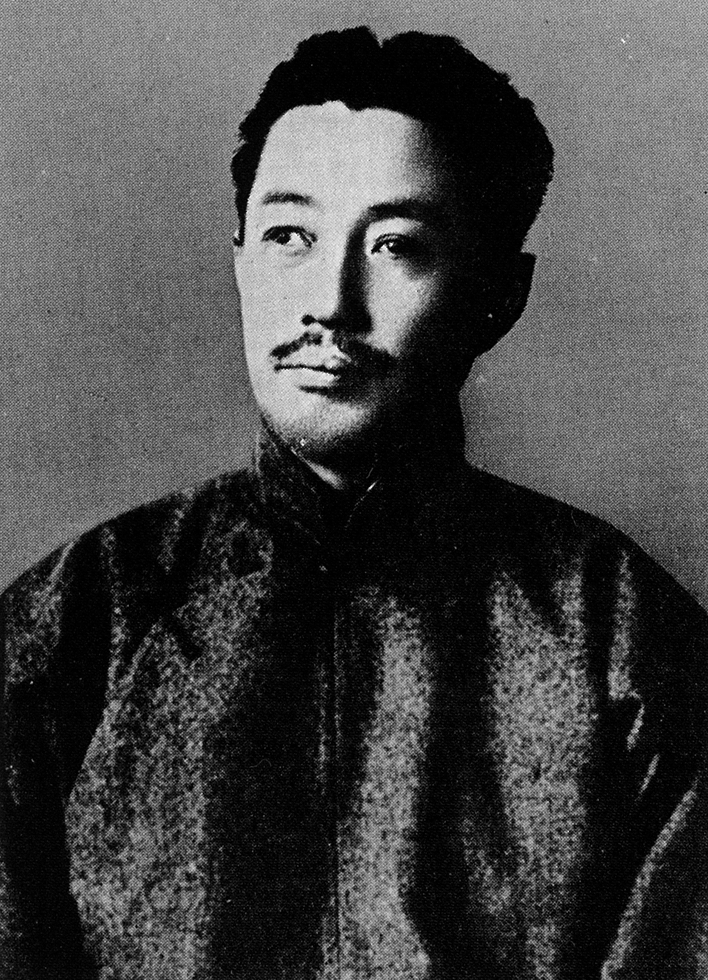
1936년 2.26 사건 직후 경시청에 출두한 기타 잇키.

기타 잇키(일본어: 北 一輝, 1883년 4월 3일 ~ 1937년 8월 19일)는 일본의 사상가, 사회운동가, 국가사회주의자, 파시스트이다. 본명은 기타 데루지로(일본어: 北 輝次郎)이다.
천황제와 메이지 헌법, 천황주권론에 대한 혹독한 비판자였다. 기타는 "천황의 국민"을 "국민의 천황"으로 만들고자 했으며, 국가주의, 우파사회주의적 접근법으로 일본을 개조하려 했다. 기타에게는 천황 역시 자신의 이상을 실현시키기 위한 도구에 지나지 않았다. 천황이 현인신이라는 사고가 팽배했던 일본 제국에서 그런 기타는 매우 특이한 사상가였다.
1936년 2월 26일 2.26 사건에 관여했다는 죄목으로 처형당했다.

## 일생
기타 데루지로는 메이지 16년(1883년) 4월 3일, 니가타현 사도군 료츠미나토정(현 사도시 료즈미나토)의 양조업자 기타 케이타로(北 慶太郎)와 그 처 리쿠(リク)의 장남으로 태어났다. 부친 케이타로는 초대 료츠정장을 지낸 인물이었으며, 데루지로의 2살 아래 동생은 중의원 의원을 지낸 기타 레이키치다. 또 4살 위의 누나와 4살 아래의 남동생이 있었다.
메이지 30년(1897년), 그 전해에 설립된 구제사도중학교(신제 사도 고등학교)에 1학년으로 입학, 이듬해인 1898년 바로 3학년으로 진급한다. 메이지 32년(1899년) 눈병에 걸려 제국대학병원에 입원, 여름 무렵까지 도쿄에 머물렀다. 메이지 33년(1900년) 눈병으로 인한 학업부진으로 5학년 진급에 실패하고, 부친의 가업이 기울어 퇴학했다. 이 눈병 때문에 오른쪽 눈은 의안이었다.
메이지 34년(1901년) 니가타 안과병원에 7개월간 입원했다. 이때 상경했을 때 고토쿠 슈스이와 사카이 토시히코의 평민사 운동에 관심을 갖고 사회주의 사상을 접하게 되었다. 메이지 36년(1903년) 부친이 사망하고, 같은 해 10월 키치로(輝次郎)로 개명했다. 모리 시루이쿠가 창간한 『사도신문』 지상에 러일개전론, 국체론 비판 등 논문을 발표, 국가와 제국주의에 부정적이었던 고토쿠와는 차별화된, 국가를 전제로 하는 사회주의를 구상하게 된다. 기타는 일본 제국이라는 국가에서 국민과 천황의 관계에 주목하여, 『국민 대 천황의 역사적 관찰』에서 “천황은 국민에 가까운 가족 같은 존재다”라고 주장했다가 이틀 만에 연재가 중단되었다. 동생 레이키치가 와세다 대학에 입학하자 그것을 쫓듯이 상경, 같은 대학 정치경제학부에 입학했다. 아리가 나가오, 호즈미 야츠카 등의 학자들의 강의를 청강하고 도서관에서 사회과학 관련 책을 탐독하며 독학으로 연구를 진행했다.
메이지 39년(1906년) 처녀작 『국체론 및 순정사회주의』를 간행했다. 일본 제국 헌법의 천황제를 비판한 이 책은 발간하자마자 5일만에 판금 처분이 되었고 기타는 요주의 인물로 여겨져 경찰의 사찰대상이 되었다. 기타의 “순정사회주의” 이념은 인간과 사회에 대한 일반이론을 목표로 한 것이었는데, 그 중 가장 주력한 것이 “통속적 국체론의 파괴”였다. 책이 판금되자 기타는 미야자키 토텐 등 혁명평론사 동인들과 만나 교류하게 되었고, 중국혁명동맹회에 입당하여 신해혁명에 투신한다.
메이지 44년(1911년) 마부치 야스(일명 스즈)와 알게 된다. 동년 10월, 송교인의 전보를 받고 흑룡회 『시사월함』지 특파원 신분으로 상하이에 가서 송교인에게 몸을 의탁했다. 1913년(다이쇼 2년, 민국 2년) 3월 22일, 송교인이 상해 북정거장에서 암살되었다. 그 범인이 손중산이라는 기사가 신문에 발표되었기 때문에 4월 상해 총영사 아리요시 아키라에게 3년 퇴청 명령을 받고 귀국한다. 이 때의 경험은 『지나혁명외사』로 정리, 간행된다. 이 책에서 기타는 제1차 세계대전 와중 일본이 중국에 21개조 요구를 한 것을 비판하고 있다.
다이쇼 5년(1916년), 마부치 야스와 결혼하고 다시 중국에 건너가 상해 북쪽 사천로의 일본인 병원에 취직한다. 이 때부터 중국풍 이름인 잇키(一輝)를 자칭했다. 농민봉기인 잇키와 발음이 같다. 1919년(다이쇼 8년, 민국 8년), 병원에 출입하던 시미즈 코노스케, 이와타 후미오에게서 일화상애회(日華相愛会)의 자문을 요청받았다. 1920년(민국 9년) 8월, 상해를 방문한 오카와 슈메이, 미쓰카와 가메타로의 요청으로 12월 31일 시미즈와 함께 귀국했다.
다이쇼 10년(1921년) 1월 4일부터 유존사의 핵심 존재가 되어 국가개조운동에 관여하게 된다. 기타는 『일본개조법안대강』을 일부 복자로 발간하여, 의회를 통한 개조에 한계가 있으니 군사혁명, 즉 쿠데타에 의한 개조를 주장했다. 이것은 2·26 사건의 주모자인 청년장교 무라나카 타카지, 이소베 아사이치, 쿠리하라 야스히데, 나카하시 모토아키 등에게 영향을 주었다. 또한 동 문건에서 사유재산, 사유토지에 제한을 두어 자본의 집중을 방지하고, 화족 같은 특권계급이 천황과 국민을 가로막는 울타리라고 지적, 그 철거를 주장했다. 이 주장에 가장 먼저 영향을 받은 것은 자생적 테러리스트들이었다. 1921년 9월 28일, 『대강』의 영향을 받은 아사히 헤이고가 재벌 야스다 젠지로를 일본도로 여러 차례 찔러 죽이고 자기도 자살한 것이 그 시초였다.
다이쇼 12년(1923년) 아돌프 이오페 방일사건으로 유존사는 구성원들 사이가 파탄나 해산되었다. 다이쇼 15년(1926년), 야스다 공제생명회사 내분사건이 일어났다. 기타의 앞잡이였던 시미즈 코노스케가 아사히의 피로 물든 옷을 입고 야스다 생명에 나타나 회사를 위협해서 돈을 뜯어냈다. 이 사건으로 기타는 유존사 시절 한패였던 오카와 등과 완전히 척을 지게 되었다. 같은 해 기타는 15은행이 재산을 사리사욕에 남용, 경영이 난맥을 당하고 있다고 공격하는 찌라시를 제작해 각 방면에 뿌렸다. 기타의 영향하에 있는 군인, 우익의 테러를 우려한 재벌들은 기타에게 정보료 명목으로 뇌물을 보냈다. 이 자금으로 기타는 “당당한 저택에서 호화로운 생활”을 보내고, 처자 3인 외에 하녀 3명, 자동차 운전수 1명 등을 먹여살렸다. 당시 기타의 생계수단은 재계에 야스다처럼 되고 싶지 않으면 보호비를 상납하라는 일종의 공갈이었다. 같은 해 궁내성 괴문서사건으로 체포되었다가 이듬해인 쇼와 2년(1927년) 석방되었다.
쇼와 11년(1936년) 2·26 사건으로 체포. 쇼와 12년(1937년) 8월 14일, 민간인임에도 불구하고 군법회의에 회부되어 사형을 선고받는다. 5일 후인 8월 19일, 니시다 미츠기와 함께 총살형에 처해졌다. 사세구는 “도련님에게 투구를 빼앗겨 져 버린 싸움(若殿に兜取られて負け戦).”
열광적인 일련종 신자였으며, 법화경을 평소 다른 사람은 알아들을 수 없는 큰 소리로 독경했다. 어째서 일련종에 귀의하게 되었는지 그 계기는 정설이 없다. 중국 혁명가 탄런펑의 유자녀를 양자로 입양해 사후 그에게 유서를 남겨주었다.

## 사상
기타의 첫 정치 논고는 1906년에 발간한 1,000쪽 분량의 『국체론 및 순정사회주의』다. 여기서 기타는 국체론을 비판하고, 일본의 사회주의가 타협을 열망하여 퇴락할 가능성을 우려한다. 하지만 기타는 마르크스주의에는 영향을 거의 받지 않았으며, 외세의 영향은 일본과 양립할 수 없다는 국민주의적 견지에서 사회주의를 주장했다. 그 결과 기타의 사상은 마르크스주의 같은 “아래로부터의 사회주의”와는 공통점이 없게 되었다. 할 드레이퍼는 이것을 “위로부터의 사회주의”라고 대조했다. 이 책에서 기타는 마르크스주의와 계급투쟁을 비판하고, 대신 사회진화론을 강조한다. 기타는 국민주의적 사회주의의 “위로부터” 개념과 유교 사이의 관련성을 노골적으로 드러내면서 플라톤주의적 권위주의 국가를 옹호한다. 그에 따르면 플라톤의 사회조직론이 마르크스의 그것보다 훨씬 좋은 것이며, 맹자는 동방의 플라톤이었다. 한편, 두 번째 책 『지나혁명외사』는 신해혁명을 비판적으로 분석하는 책이다.
기타의 일본 정치에 관한 구상은 『사도신문』에서 일하던 1903년-1906년 끄적인 여러 글들에서부터 이미 나타나는데, 1919년 작성하여 1923년 발간한 『일본개조법안대강』에서 그 내용이 일단 집대성된다. 전기에나 후기에나 기타의 정치철학에서 일관적으로 나타나는 것은 국체에 대한 개념이다. 기타는 단일한 강력한 지도자에 의한 전체주의 정권을 도입하고자 했고, 그러기 위해서는 쿠데타는 불가피했다. 그리고 천황이 일본 사회에서 누리는 특수한 지위에 착안하여, 기타는 천황을 “강력한 지도자”의 역할을 맡을 존재로 낙점했다. 천황의 권위를 이용해 메이지 헌법을 중지시키고 국회를 급진적으로 재조직한다. 개조된 국회는 전략산업들을 국유화하고, 사유재산에 제한을 가하며 토지개혁을 실시해 농민들의 이익을 보장한다. 그리고 이런 개혁을 통해 강력해진 일본이 서방 제국주의로부터 아시아를 해방시켜야 한다는 것이 기타의 정견이었다. 이것을 소위 쇼와 유신이라고 한다.
그런 한편 기타는 『국체론 및 순정사회주의』에서부터 호즈미 야츠카 같은 인종주의적 극우는 배격했다. 호즈미류는 일본이 아마테라스 오미카미의 신화시대로부터 근대에 이르기까지 언제나 동질했던 단일민족국가라고 주장했다. 반면 기타는 메이지 시대에 합병된 지역들의 중국인, 조선인, 러시아인들과 일본인 시민들이 모두 조화하여, 인종에 상관없는 다 같은 제국의 시민이 되어야 한다고 생각했다. 그렇기에 비일본인들에게도 일본인과 동일한 권리와 의무가 주어져야 한다. 기타가 보기에 비일본인 인구를 포용하지 않고서는 일본 제국의 팽창은 불가능했다.

## 평가
이렇게 인종주의, 사회주의, 국가주의, 민주주의, 자유주의, 심지어 일련종의 종교적 색채까지 뒤섞여 있기 때문에 기타의 사상은 이해하기 어려운 편이다. 기타의 영향을 받았다고 주장한 2·26 청년장교들 역시 기타의 사상을 제대로 이해하지 못했다. 기타에게 천황은 어디까지나 자신의 이상을 구현하기 위한 도구에 지나지 않았으나, 황도파 청년장교들은 진심으로 천황에게 충성했다. 함께 총살된 니시다 미즈키가 총살되기 전에 “천황폐하 만세” 삼창을 하자고 제안하자 기타는 거부했는데, 상술한 사세구 역시 이런 맥락에서 이해할 수 있다. 하나다 키요테루는 이런 기타 사상을 “홈런성 대형 파울볼”이라 평했다.
반노 준지는 당대 일본에서 오로지 기타만이 반천황제에 기반한 사회민주주의를 주창했다고 평가했다. 반노는 이타가키 다이스케나 나카에 조민과 같은 자유민권운동가들도 천황제를 용인했고, 천황기관설을 주장한 미노베 다쓰키치나 요시노 사쿠조에 비해도 기타 쪽이 훨씬 인민주의자에 가깝다고 평했다.

## 관련 작품
- 데즈카 오사무 : 잇키 만다라(一輝まんだら)
- 마쓰모토 겐이치 : 여러 평전류
- 스즈키 세이준 : 『けんかえれじい』(1966년)

## 같이 보기
- 고토쿠 슈스이
- 아라키 사다오
- 나카노 세이고
- 국수주의 (일본)
- 시베리아 출병
- 1918년 쌀 소동
- 제3의 위치

## 참고 문헌
- 北昤吉『小川平吉翁の回顧』。政教社『日本及日本人』2(3)、p.55～66。1951年3月。
- 中田整一 (2007년 2월 10일). 《盗聴 二・二六事件》. 文藝春秋. ISBN 978-4-16-368860-2. 다음 글자 무시됨: ‘和書’ (도움말)
  - 中田整一 (2010년 2월 10일). 《盗聴 二・二六事件》. 文春文庫 な61-1. 文藝春秋. ISBN 978-4-16-777343-4. 다음 글자 무시됨: ‘和書’ (도움말)
- 坂野潤治; 田原総一朗 (2006년 4월). 《大日本帝国の民主主義　嘘ばかり教えられてきた！》. 小学館. ISBN 4-09-389242-3. 다음 글자 무시됨: ‘和書’ (도움말);
- 松本清張 (1976). 《北一輝論》. 講談社. 다음 글자 무시됨: ‘和書’ (도움말)
  - 松本清張 (1978년 1월). 《北一輝論》. 講談社文庫. 講談社. ISBN 978-4-06-131532-7. 다음 글자 무시됨: ‘和書’ (도움말); 
  - 松本清張 (2010년 2월 9일). 《北一輝論》. ちくま文庫. 筑摩書房. ISBN 978-4-480-42682-6. 다음 글자 무시됨: ‘和書’ (도움말)
- 宮本盛太郎 (1975년 3월). 《北一輝研究》. 有斐閣. 다음 글자 무시됨: ‘和書’ (도움말); 
  - 宮本盛太郎 (2003년 2월). 《北一輝研究》 オンデマンド版판. 有斐閣. ISBN 978-4-641-90298-5. 다음 글자 무시됨: ‘和書’ (도움말);
- 宮本盛太郎 (1976). 《北一輝の人間像　「北日記」を中心に》. 有斐閣選書. 有斐閣. 다음 글자 무시됨: ‘和書’ (도움말)